# Індіан-Спрінгс (Невада)
Індіан-Спрінгс (англ. Indian Springs) — переписна місцевість (CDP) в США, в окрузі Кларк штату Невада. Населення — 912 особи (2020).

## Географія
Індіан-Спрінгс розташований за координатами 36°34′19″ пн. ш. 115°43′13″ зх. д. / 36.57194° пн. ш. 115.72028° зх. д. (36.571845, -115.720206).  За даними Бюро перепису населення США в 2010 році переписна місцевість мала площу 46,63 км², уся площа — суходіл.

### Клімат
| Клімат : Індіан-Спрінгс                      | Клімат : Індіан-Спрінгс | Клімат : Індіан-Спрінгс | Клімат : Індіан-Спрінгс | Клімат : Індіан-Спрінгс | Клімат : Індіан-Спрінгс | Клімат : Індіан-Спрінгс | Клімат : Індіан-Спрінгс | Клімат : Індіан-Спрінгс | Клімат : Індіан-Спрінгс | Клімат : Індіан-Спрінгс | Клімат : Індіан-Спрінгс | Клімат : Індіан-Спрінгс | Клімат : Індіан-Спрінгс |
| Показник                                     | Січ.                    | Лют.                    | Бер.                    | Квіт.                   | Трав.                   | Черв.                   | Лип.                    | Серп.                   | Вер.                    | Жовт.                   | Лист.                   | Груд.                   | Рік                     |
| Абсолютний максимум, °C                      | 25,6                    | 27,8                    | 32,2                    | 36,1                    | 42,2                    | 47,8                    | 46,7                    | 45,6                    | 47,2                    | 37,8                    | 30,0                    | 28,3                    | 47,8                    |
| Середній максимум, °C                        | 12,9                    | 15,9                    | 20,0                    | 25,6                    | 30,9                    | 36,2                    | 39,5                    | 38,4                    | 35,1                    | 27,3                    | 18,9                    | 14,4                    | 26,3                    |
| Середній мінімум, °C                         | −4,9                    | −2,3                    | 0,4                     | 5,6                     | 9,9                     | 14,0                    | 17,4                    | 16,3                    | 11,6                    | 5,2                     | −1,4                    | −4,3                    | 5,6                     |
| Абсолютний мінімум, °C                       | −20,6                   | −16,1                   | −10,6                   | −6,1                    | −3,3                    | 3,3                     | 9,4                     | 4,4                     | −0,6                    | −6,1                    | −13,3                   | −16,7                   | −20,6                   |
| Норма опадів, мм                             | 9                       | 7                       | 7                       | 8                       | 3                       | 3                       | 11                      | 7                       | 7                       | 6                       | 8                       | 7                       | 84                      |
| -------------------------------------------- | ----------------------- | ----------------------- | ----------------------- | ----------------------- | ----------------------- | ----------------------- | ----------------------- | ----------------------- | ----------------------- | ----------------------- | ----------------------- | ----------------------- | ----------------------- |
| Джерело: The Western Regional Climate Center |                         |                         |                         |                         |                         |                         |                         |                         |                         |                         |                         |                         |                         |

## Демографія
Згідно з переписом 2010 року, у переписній місцевості мешкала 991 особа в 426 домогосподарствах у складі 264 родин. Густота населення становила 21 особа/км².  Було 548 помешкань (12/км²).
Расовий склад населення:
| - 86,2 % — білих - 1,8 % — азіатів - 1,7 % — чорних або афроамериканців - 1,5 % — корінних американців - 0,7 % — вихідців з тихоокеанських островів - 3,3 % — осіб інших рас |

До двох чи більше рас належало 4,7 %. Частка іспаномовних становила 11,8 % від усіх жителів.
За віковим діапазоном населення розподілялося таким чином: 21,3 % — особи молодші 18 років, 64,5 % — особи у віці 18—64 років, 14,2 % — особи у віці 65 років та старші. Медіана віку мешканця становила 44,8 року. На 100 осіб жіночої статі у переписній місцевості припадало 106,0 чоловіків;  на 100 жінок у віці від 18 років та старших — 105,8 чоловіків також старших 18 років.
Середній дохід на одне домашнє господарство  становив 56 104 долари США (медіана — 49 336), а середній дохід на одну сім'ю — 63 367 доларів (медіана — 56 638). За межею бідності перебувало 13,1 % осіб, у тому числі 19,7 % дітей у віці до 18 років та 9,5 % осіб у віці 65 років та старших.
Цивільне працевлаштоване населення становило 380 осіб. Основні галузі зайнятості: будівництво — 20,5 %, науковці, спеціалісти, менеджери — 16,8 %, транспорт — 13,4 %, роздрібна торгівля — 12,1 %.